# Борис Вилкицки
Борис Андреевич Вилкицки (на руски: Борис Андреевич Вилькицкий) е руски хидролог, геодезист, изследовател на Арктика.

## Ранни години (1885 – 1912)
Роден е на 3 април 1885 година в Пулково, Руска империя, в семейството на руския хидролог и геодезист Андрей Иполитович Вилкицки, който през 1894 – 1901 г. провежда хидрографски изследвания от устието на река Печора до устието на Енисей.
През 1904 г. младият Вилкицки завършва Морския кадетски корпус и като мичман участва в Руско-японската война (1904 – 1905) на корабите от Тихоокеанския флот. През 1908 завършва Хидрографския факултет на Николаевската морска академия с щурманска специалност. От 1908 до 1912 г. провежда важни хидрографски и геодезически дейности в Балтийско море и Далечния Изток.

## Арктически експедиции (1913 – 1915)

### Откриване на архипелага Северна земя (1913)
В началото на 1913 г. капитан II ранг Вилкицки е назначен за командир на ледоразбивачa „Таймир“, а през юли същата година, след заболяването на ръководителя Иван Семьонович Сергеев, за началник на полярна експедиция, към която е причислен и ледоразбивача „Вайгач“.
На първия участък от пътуването, след като преминават през Беринговия проток, корабите действат отделно. „Таймир“ напразно търси несъществуващата Земя Санников, при което е открит малкия остров Вилкицки (20 август 1913 г., от Новосибирските острови, 75°42′ с. ш. 152°30′ и. д. / 75.7° с. ш. 152.5° и. д.) и заобикаля от север Новосибирските острови. При остров Преображение (74°40′ с. ш. 112°56′ и. д. / 74.666667° с. ш. 112.933333° и. д.) двата кораба се срещат и продължават на север покрай източното крайбрежие на п-ов Таймир. При съвместния им път на север са открити големия залив Мария Прончищева (75°39′ с. ш. 112°58′ и. д. / 75.65° с. ш. 112.966667° и. д.) и ниския остров Малък Таймир (78°06′ с. ш. 107°11′ и. д. / 78.1° с. ш. 107.183333° и. д.).
На разсъмване, на 21 август 1913 г., напред и малко вдясно от курса на корабите е забелязан високия силует на неизвестен голям остров и ледоразбивачите се отправят към него. За подробното му изследване „Таймир“ поема покрай източното му крайбрежие, „Вайгач“ – покрай южното. Скоро „Вайгач“ се натъква на непроходими ледове, връща се обратно и се присъединява към „Таймир“. На 22 август на новооткритата земя Северна земя (около 37 000 km2, на 80° 04` с.ш.) е издигнат руския флаг. След това двата кораба продължават плаването си на северозапад покрай бреговете на острова (впоследствие се доказва, че това е архипелаг) и след като изминават около 330 km достигат до крайната северна точка на острова на 81° 15` с.ш.
Поради тежките ледове, които преграждат пътя на ледоразбивачите те са принудени да се върнат обратно и недалеч от остров Малък Таймир откриват друг малък остров – Старокадомски (78°15′ с. ш. 106°30′ и. д. / 78.25° с. ш. 106.5° и. д.). На 31 август корабите поемат обратно на изток, след пет дни достигат до остров Бенет 76°44′ с. ш. 149°30′ и. д. / 76.733333° с. ш. 149.5° и. д.), като по пътя не намират и следа от митичната Земя Санников и на 12 ноември 1913 г. се завръщат във Владивосток.

### Първо плаване по Северния морски път от изток на запад (1914 – 1915)
На 24 юни 1914 г. двата ледоразбивача отново се отправят на север от Владивосток със задача да преминат по Северния морски път от изток на запад. На 14(27) август 1914 г. е открит остров Жохов (58 km2, 76°09′ с. ш. 152°43′ и. д. / 76.15° с. ш. 152.716667° и. д.), където двата кораба се разделят и отново безуспешно търсят Земя Санников. На 3 септември 1914 г. около нос Челюскин в протока Вилкицки се съединяват и извършват изследване на южното крайбрежие на Северна Земя. На 5 септември корабите замръзват в ледовете на около 20 – 30 км от северозападните брегове на п-ов Таймир и остават да зимуват близо до залива Дик. По време на зимуването умират двама души. На 26 юни 1915 г. „Таймир“ и „Вайгач“ се освобождават от ледения плен и на 3 септември пристигат в Архангелск, като първи преминават по Северния морски път от изток на запад с едно зимуване.

## Следващи години (1915 – 1920)
От 1915 до 1917 г. Вилкицки командва есминецa „Летун“ и участва в множество морски сражения в Балтийско море по време на Първата световна война.
След Революцията от 1917 г., капитан I ранг Вилкицки през юни 1918 е назначен за началник на хидрографска ескадра в западносибирския район на Северния ледовит океан за обезпечаване на превоза на зърно от чужбина в Европейска Русия.
В края на 1918 г., вече контраадмирал Вилкицки се присъединява към белогвардейската армия. Командваните от него кораби през февруари 1920 г. извършват смела операция по евакуацията на войските от Северната армия на генерал Милер от Архангелск до пристанището Тромсьо в Норвегия. След блестящо проведената операция и доставката на войските в Норвегия Вилкицки води своя кораб в Черно море в разпореждане на Руската армия на генерал Врангел.

## Емиграция (1920 – 1961)
През 1920 г. контраадмирал Вилкицки се установява в Англия, като служи в частни корабни компании. По-късно провежда хидрографски изследвания в Белгийско Конго.
Умира на 6 март 1961 година в Брюксел на 75-годишна възраст. На 20 ноември 1996 прахът на Борис Вилкицки е пренесен в Смоленското гробище на Санкт Петербург и положен до този на баща му Андрей Иполитович и брат му Юрий Андреевич (1888 – 1905).

## Памет
Неговото име носят:
- острови Вилкицки 77°16′ с. ш. 105°54′ и. д. / 77.266667° с. ш. 105.9° и. д. в море Лаптеви, край североизточния бряг на полуостров Таймир;
- проток Вилкицки, свързващ Карско море с море Лаптеви, между полуостров Таймир на юг и архипелага Северна земя на север.